# Chencang
Chencang är ett stadsdistrikt i Baoji i Shaanxi-provinsen i norra Kina.